# コリオリ式質量流量計
コリオリ式質量流量計（コリオリしきしつりょうりゅうりょうけい、英: Coriolis flow meter / inertial flow meter）とは管内を流れる流体の質量流量を測定する機器である。質量流量とはある定点を単位時間中に通り抜ける流体の質量を指す。コリオリ式マスフローメータとも。「質量」や「マス」が省略されて呼ばれることも多い。
コリオリ式質量流量計は体積流量、すなわち単位時間あたり流れる体積（単位の例：m3/s）を測定してから質量に変換しているわけではなく、質量流量（単位の例：kg/s）を直接測定している。流体密度が一定なら質量流量を密度で割ると体積流量に変換できるが、密度が一定でなければそれほど単純ではない。密度を変化させる要因には温度、圧力、組成などがある。また、気泡が混じるなど複数の相からなる流体でも密度は変動しうる。実際の密度を決定するには、液体中の音速の濃度に対する依存性を用いる。

## コリオリ式質量流量計の動作原理
コリオリ式質量流量計の基本構造には直管型と曲管型がある。本記事で扱うのは曲管型である。
右図のアニメーションはコリオリ式質量流量計の実際の構造を表したものではなく、動作原理における回転の役割を図解したものである。
質量の流れが存在すると管はわずかにねじれる。ポンプで質量流量計に流体を送り込むと、流体が回転軸から遠ざかる向きに流れるアーム（インレットアーム）は、管壁から流体に力を加えてその角運動量を増加させなければならない。その反作用でアームは回転と逆の方向に反る。流体が回転軸に戻ってくるアーム（アウトレットアーム）は、流体の角運動量をはじめの大きさに戻すように力を加えなければならない。これによりアームは回転と同じ方向に反る。
言い換えると、全体の回転よりもインレットアームは遅れ、アウトレットアームは先行する。

曲管型質量流量計の基本構造。流れがない状態での振動パターン。
拡大図

右図のアニメーションは曲管型質量流量計の実際の構造を表している。流体は2本の平行管を通るようになっており、アクチュエータ（図では省略）がそれぞれの平行管に逆相の振動を与える。外部から伝わってくる振動は同相であることが多いため測定への影響を低減できる。振動の振動数は質量流量計のサイズによって決まり、80-1000 Hzの範囲を取る。振動の振幅は視認できるほど大きくないが、手で触って感じることはできる。
流体が流れていないときにはアニメーションのように対称な振動が起きる。

質量流量がゼロでない状態での振動パターン。
拡大図

右図のアニメーションは質量が流れている場合で、質量の流れが管にねじれを生んでいる。インレットアームは流体の角運動量を増やすように力を与えなければならず、その反作用でアームの動きは全体の振動より遅れてしまう。アウトレットアームは流体の角運動量を減らすように力を与えなければならず、反作用でアームの動きは全体の振動に先行する。
どちらのアームも振動数は全体の振動と等しいが、同期はしていない。インレットアームは遅れ、アウトレットアームは先行している。2つの振動の間に生じた位相差を測定量として管中を流れる質量を評価する。

## 密度および体積測定
U字型コリオリ式質量流量計では質量流量 Qm は以下の式で与えられる。
{\displaystyle Q_{m}={\frac {K_{u}-I_{u}\omega ^{2}}{2Kd^{2}}}\tau }
ここで Ku は温度に依存する管のねじり剛性、K は形状による因子、d はインレットアームとアウトレットアームの間の距離、τ はアーム振動の時間遅れ、ω は振動数、Iu は管の慣性モーメントである。管の内容物も慣性モーメントに寄与するので、質量流量を正確に測定するには流体の密度を知る必要がある。
手動校正が追いつかないほど密度の変化が速いのであれば、コリオリ式質量流量計で密度を直接測定することもできる。振動部の固有振動数は管と流体の合計質量によって決まるので、その測定を通じて流体の質量を求めることができるのである。管の容積を流体質量で割れば流体の密度が得られる。
その場で密度が測定できることにより、質量流量の計測値を体積流量に変換することも可能である。

## 校正
質量流量と密度、いずれの測定も管の振動を利用しているため、管の剛性が変動すると校正に影響する。
温度や圧力の変化も管の剛性を変動させるが、その効果は温度や圧力の値に応じたゼロ／スパン調整を行うことで補償可能である。
さらに、管の経時劣化による剛性変化もまた校正係数を狂わせてしまう。劣化の原因には孔食、クラック、異物付着、腐食、エロージョンなどがある。このような経時変化をダイナミックに補償することは不可能なので、計器管理のため定期的な校正もしくは検証チェックを心掛けなければならない。経時変化が疑われるが致命的ではない場合、引き続き正確な測定を行うには既知の校正係数にオフセットを加えるなどの手段を講じる必要がある。